# Rudolf Krause (piłkarz)
Rudolf Krause (ur. 21 stycznia 1927 w Lipsku, zm. 12 grudnia 2003 tamże) – niemiecki piłkarz grający na pozycji napastnika. W swojej karierze rozegrał 2 mecze w reprezentacji Niemieckiej Republiki Demokratycznej.

## Kariera klubowa
Swoją karierę piłkarską Krause rozpoczynał w klubach SG Stötteritz i SG Probstheida. W 1949 roku został zawodnikiem Chemie Lipsk. W sezonie 1949/1950 zadebiutował w nim w DDR-Oberlidze. W sezonie 1950/1951 wywalczył z nim mistrzostwo Niemieckiej Republiki Demokratycznej, a w sezonie 1951/1952 został królem strzelców ligi. W 1952 roku przeszedł do Vorwärts Berlin, ale w 1953 roku wrócił do Chemie Lipsk.
W 1954 roku Krause został zawodnikiem Lokomotive Lipsk. W 1955 roku grał w Lokomotive Weimar, a w latach 1956–1962 ponownie w Lokomotive Lipsk, w którym zakończył karierę. Wraz z klubem z Lipska zdobył Puchar Niemieckiej Republiki Demokratycznej w sezonie 1956/1957.

## Kariera reprezentacyjna
W reprezentacji Niemieckiej Republiki Demokratycznej Krause zadebiutował 14 czerwca 1953 roku w zremisowanym 0:0 towarzyskim meczu z Bułgarią, rozegranym w Dreźnie. W kadrze narodowej od 1953 do 1956 roku rozegrał 2 spotkania.

## Kariera trenerska
Po zakończeniu kariery Krause został trenerem. Prowadził takie kluby jak: Stahl Lippendorf, SC Leipzig i Chemie Zeitz. W 1968 roku został zatrudniony w związku piłkarskim. Był selekcjonerem kadry U-21, kadry olimpijskiej, którą doprowadził do zdobycia srebrnego medalu na Igrzyskach Olimpijskich w Moskwie oraz pierwszej reprezentacji (1982–1983).